# Paddle

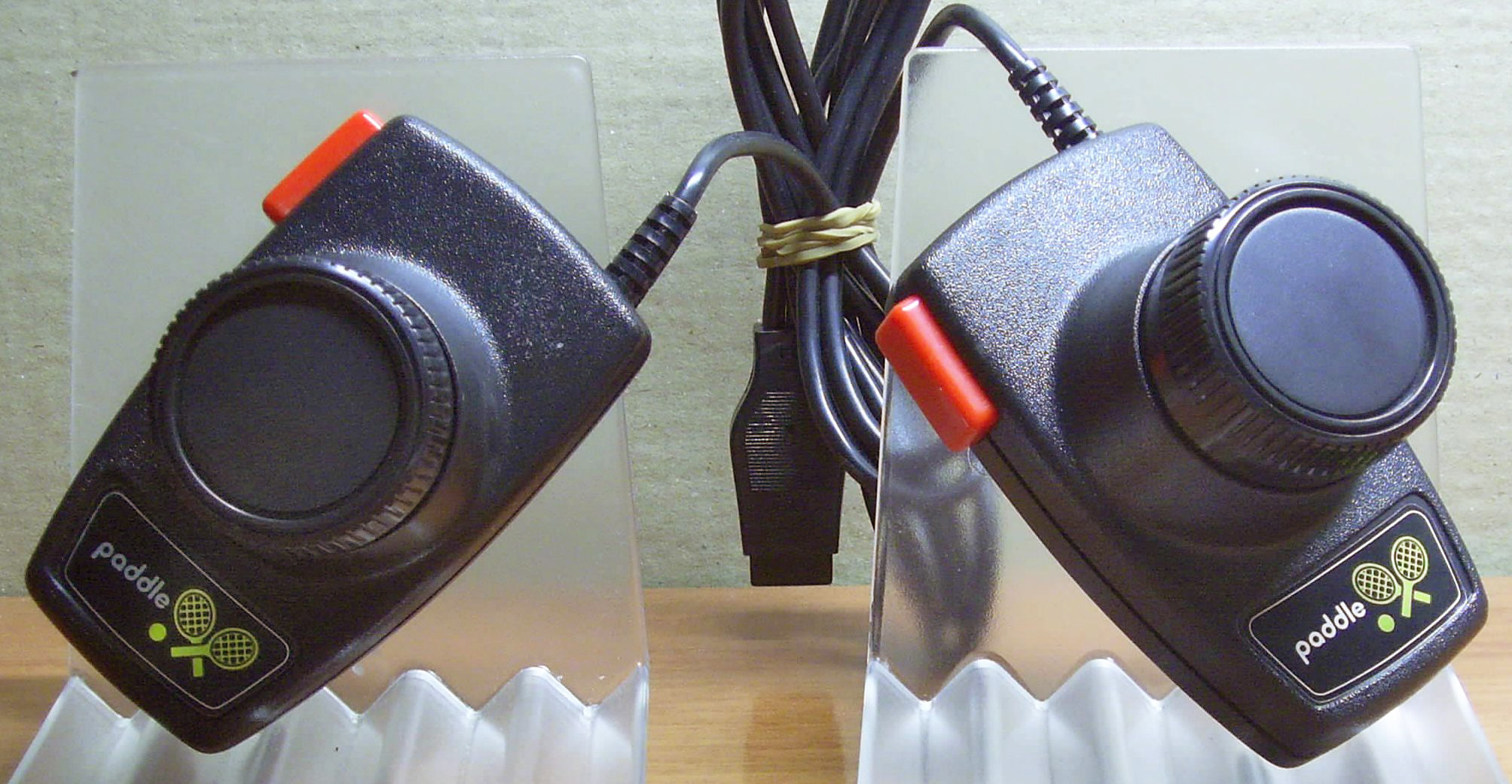
Paddle do Atari

Paddle (pokrętło sterujące) – urządzenie wejścia komputera służące do sterowania w grach, posiadające okrągłe pokrętło i jeden lub więcej przycisków. Pokrętło zazwyczaj służy do przesuwania na ekranie obiektu kontrolowanego przez gracza wzdłuż jednej osi. Pokrętło można obracać w ograniczonym zakresie, zazwyczaj 330 stopni. Próby dalszego przekręcania mogą uszkodzić urządzenie. Niegdyś stosowana nazwa „wiosła” lub „wiosełka” była kalką z języka angielskiego.

## Zasada działania
Pokrętło paddle’a jest zazwyczaj przymocowane do potencjometru, co pozwala na generowanie napięcia zależnego od ustawienia pokrętła względem pewnej ustalonej z góry pozycji. Badając poziom napięcia, urządzenie ustala, w jakiej pozycji znajduje się pokrętło.

## Historia
Przy pomocy paddle’a można było sterować częścią gier na konsolę Atari 2600 czy wczesne komputery domowe Commodore VIC-20. Bardziej znane gry korzystające z paddles to Pong, Breakout, Night Driver. Sama nazwa urządzenia pochodzi od paletki (ang. paddle) do tenisa stołowego, którego symulacją był Pong – pierwsza gra wykorzystująca paddle.